# Scadoxus
Scadoxus là chi thực vật có hoa trong họ Amaryllidaceae.

## Các loài
- Scadoxus cinnabarinus (Decne.) Friis & Nordal
- Scadoxus cyrtanthiflorus (C.H.Wright) Friis & Nordal
- Scadoxus longifolius (De Wild. & T.Durand) Friis & Nordal
- Scadoxus membranaceus (Baker) Friis & Nordal
- Scadoxus multiflorus (Martyn) Raf.
  - S. multiflorus ssp. katherinae (Baker) Friis & Nordal
  - S. multiflorus ssp. longitubus (C.H.Wright) Friis & Nordal
  - S. multiflorus ssp. multiflorus
- Scadoxus nutans (Friis & I.Bjørnstad) Friis & Nordal
- Scadoxus pole-evansii (Oberm.) Friis & Nordal
- Scadoxus pseudocaulus (I.Bjørnstad & Friis) Friis & Nordal
- Scadoxus puniceus (L.) Friis & Nordal

## Hình ảnh

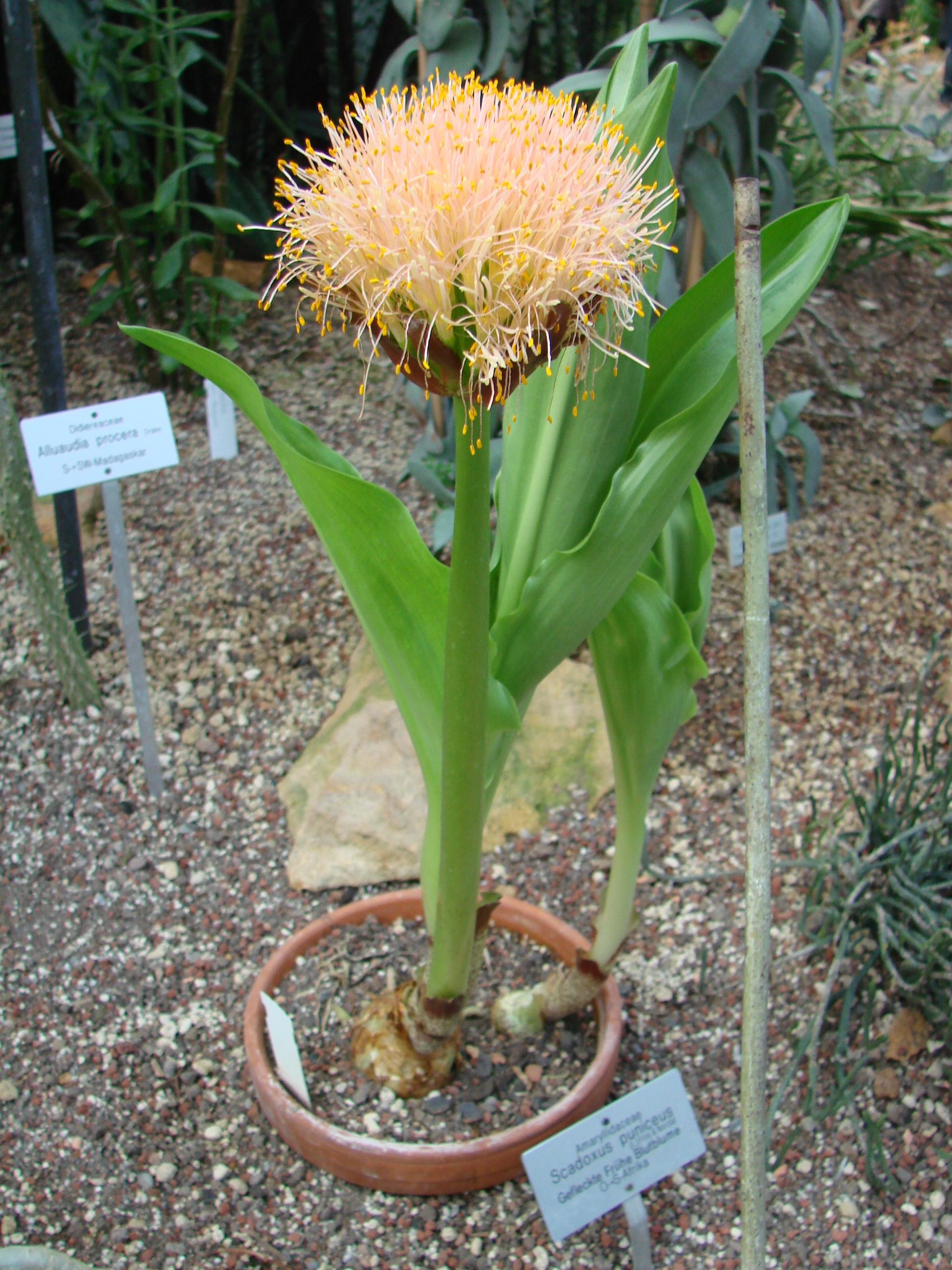
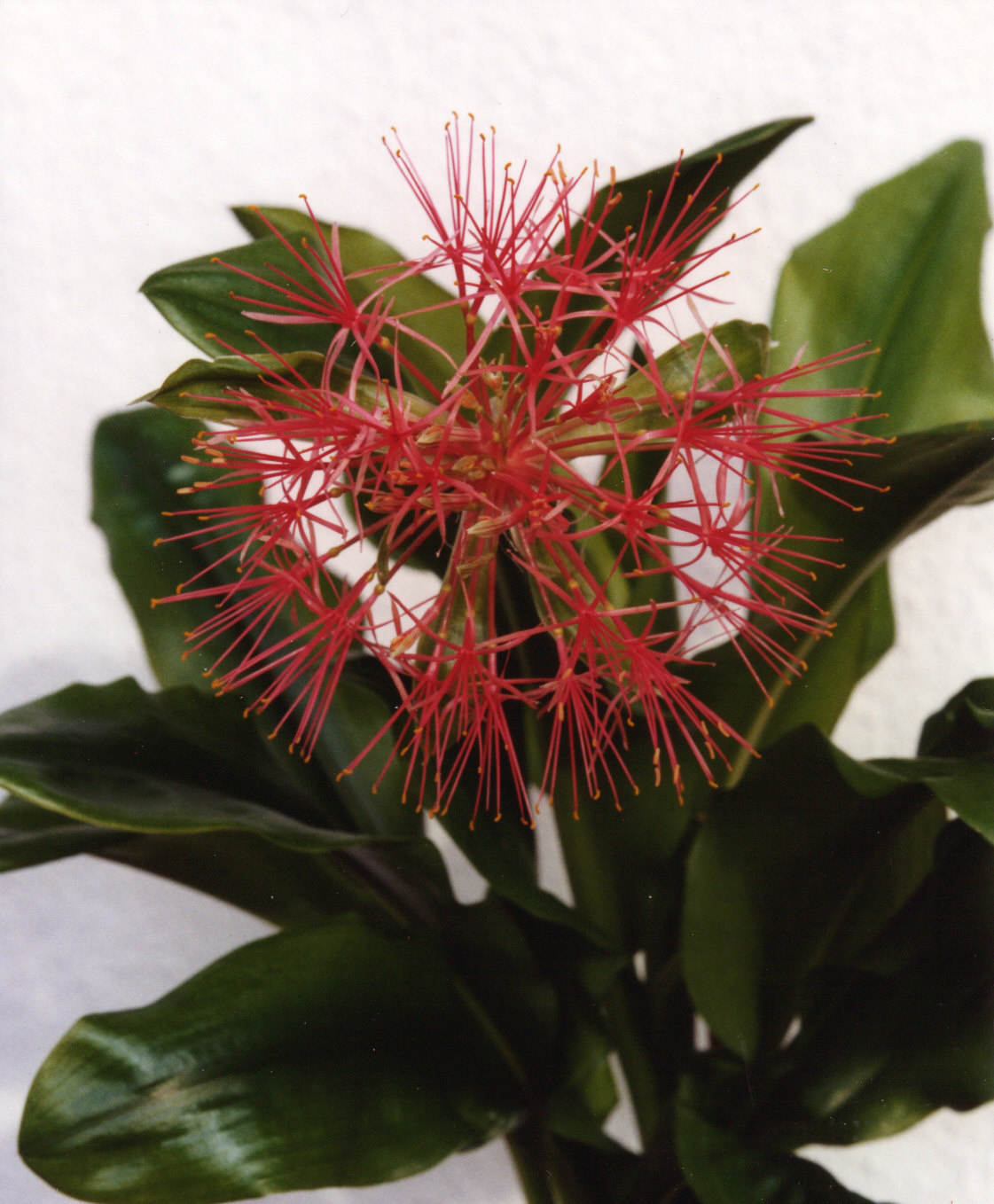
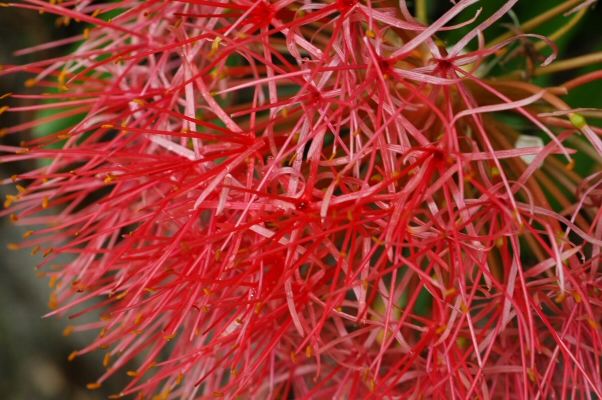
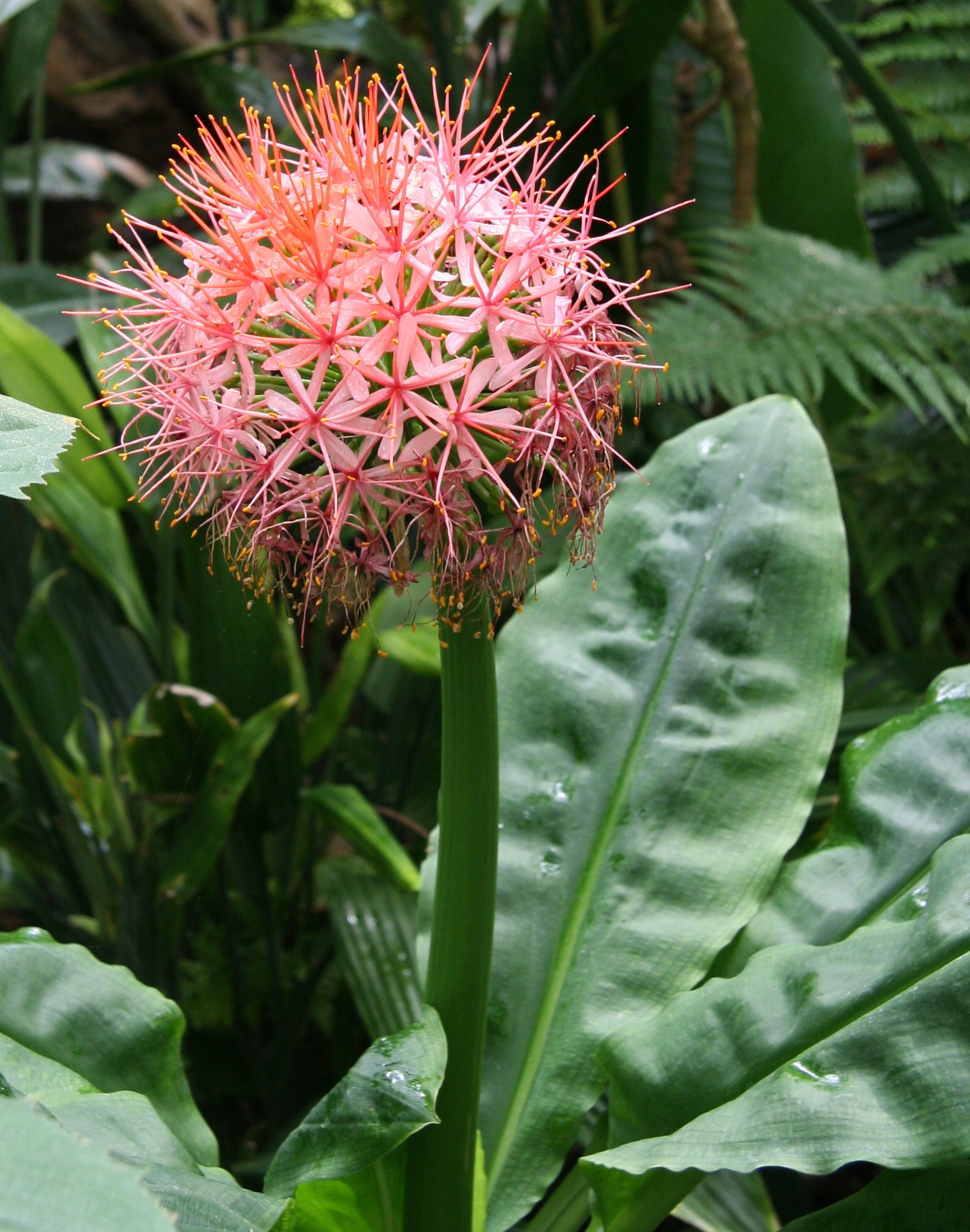
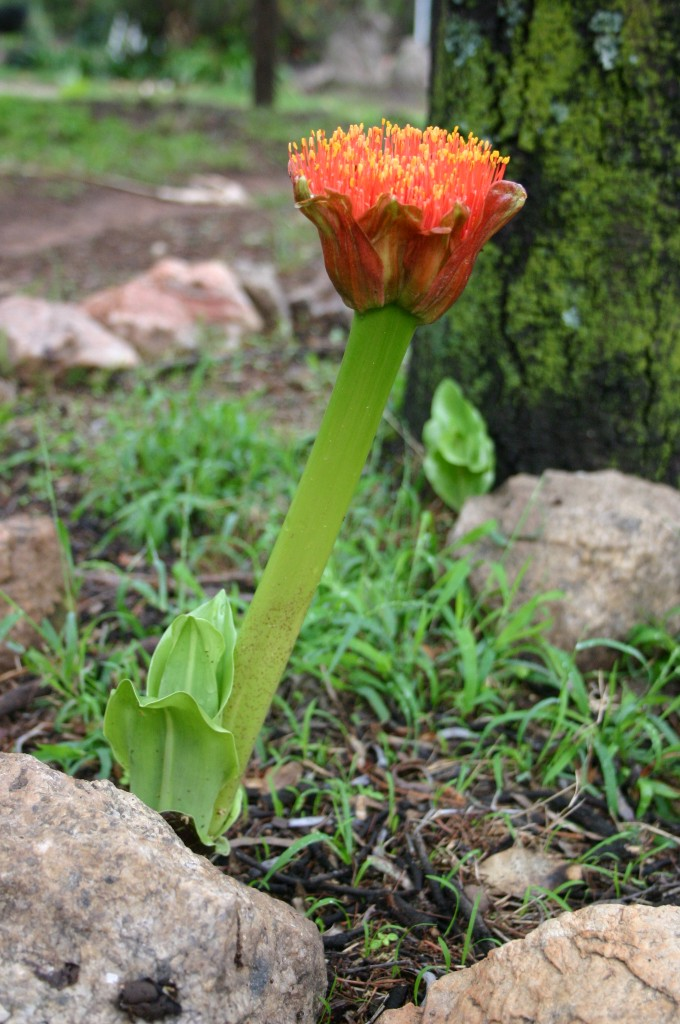
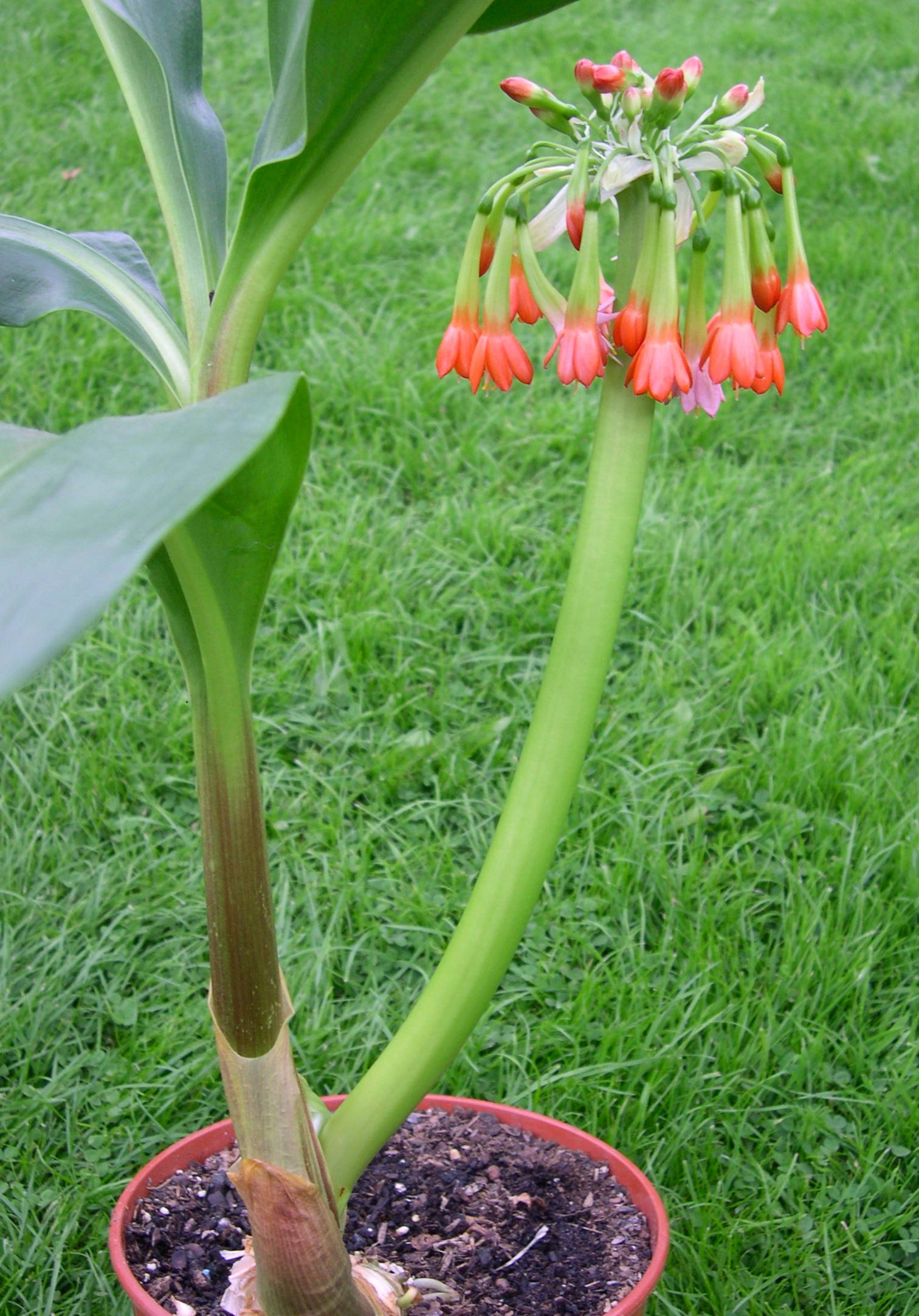